# István Kozma (lutte)
Dans le nom hongrois Kozma István, le nom de famille précède le prénom, mais cet article utilise l’ordre habituel en français István Kozma, où le prénom précède le nom.
Pour les articles homonymes, voir István Kozma.
István Kozma est un lutteur hongrois né le 27 septembre 1939 à Budapest et mort le 9 avril 1970 dans la même ville, spécialisé en lutte gréco-romaine.

## Palmarès

### Jeux olympiques
- Médaille d'or dans la catégorie des plus de 97 kg en 1968 à Mexico
- Médaille d'or dans la catégorie des plus de 97 kg en 1964 à Tokyo

### Championnats du monde
- Médaille d'or dans la catégorie des plus de 97 kg en 1967 à Bucarest
- Médaille d'or dans la catégorie des plus de 97 kg en 1966 à Toledo
- Médaille d'or dans la catégorie des plus de 97 kg en 1962 à Toledo
- Médaille d'argent dans la catégorie des plus de 97 kg en 1965 à Tampere
- Médaille de bronze dans la catégorie des plus de 87 kg en 1961 à Yokohama

### Championnats d'Europe
- Médaille d'or dans la catégorie des plus de 97 kg en 1967 à Minsk
- Médaille d'argent dans la catégorie des plus de 97 kg en 1968 à Västerås
- Médaille d'argent dans la catégorie des plus de 97 kg en 1966 à Essen